# La morale di Ruth Halbfass
La morale di Ruth Halbfass (Die Moral der Ruth Halbfass) è un film tedesco del 1972, diretto da  Volker Schlöndorff  e con protagonisti Senta Berger, Peter Ehrlich, Helmut Griem e Margarethe von Trotta.

## Trama
Ruth Halbfass, moglie di Erich Halbfass, intrattiene una relazione extraconiugale con Franz Vogelsang, insegnante di disegno della figlia Agaia.
Vogelsang assolda alcuni killer per uccidere il marito dell'amante, ma l'attentato fallisce e viene a sua volta ferito a colpi di pistola dalla moglie Doris, che finisce in prigione.

## Produzione
- Il film venne girato a Karlsruhe